# Hermann Engelhard (Leichtathlet)

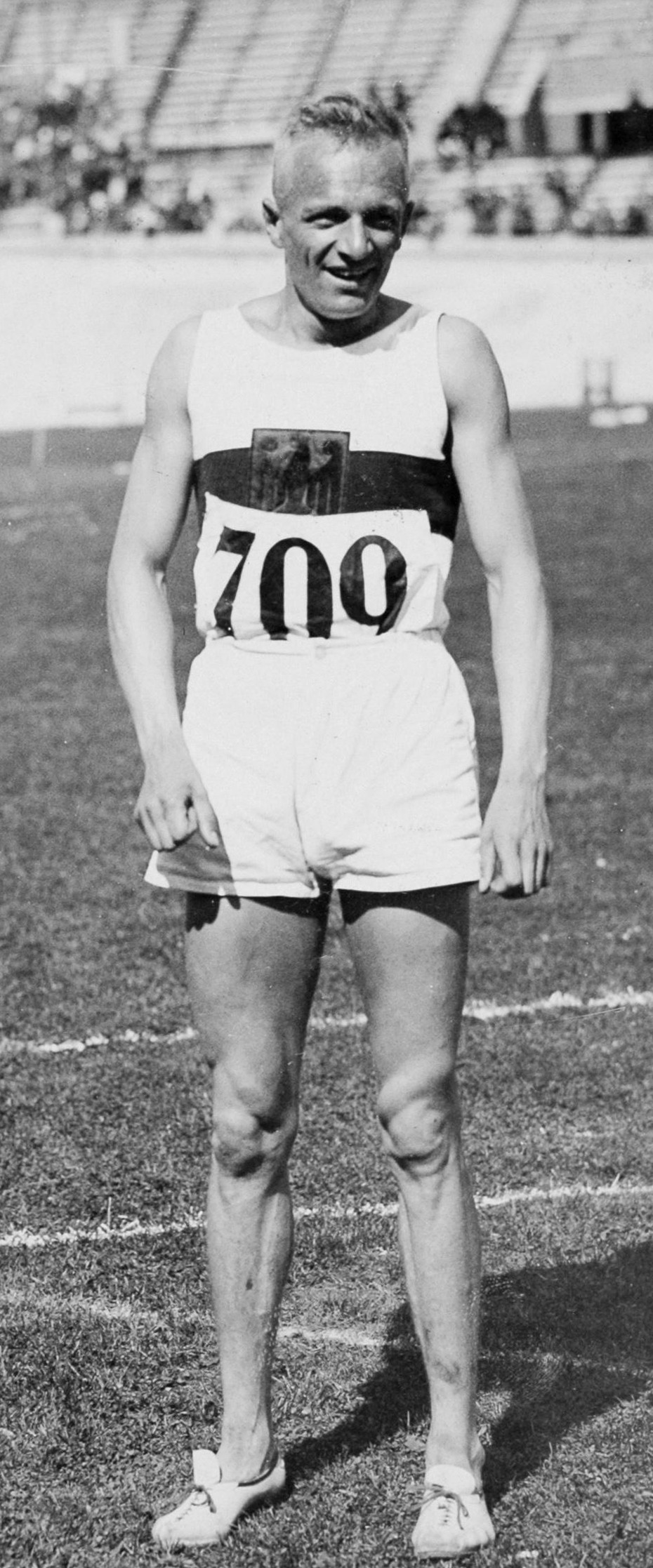
Hermann Engelhard, 1928

Rudolf Hermann Engelhard (* 21. Juni 1903 in Darmstadt; † 6. Januar 1984 in Mühltal) war ein deutscher Leichtathlet, der bei den Olympischen Spielen 1928 in Amsterdam zwei Medaillen gewann: Die Silbermedaille in der 4-mal-400-Meter-Staffel (mit Otto Neumann, Werner Storz und Richard Krebs) und die Bronzemedaille im 800-Meter-Lauf (1:53,1 min). 
Von 1925 bis 1932 war er bei zehn Länderkämpfen am Start. Durch einen Unfall beim Boxunterricht an der Sporthochschule wurde seine Sportlerkarriere vorzeitig beendet. Hermann Engelhard war später als Diplom-Turn- und Sportlehrer an der Justus-Liebig-Schule in Darmstadt tätig.
Er startete bis 1927 für den SV Darmstadt 98, danach für den SC Teutonia 99 Berlin. In seiner aktiven Zeit war er 1,76 m groß und wog 65 kg.
Zum 1. Mai 1937 trat er der NSDAP bei (Mitgliedsnummer 5.890.072).
Hermann Engelhard heiratete die Hürdenläuferin Ruth Becker, welche bei den Frauen-Weltspielen im Jahr 1934 in London im 80-Meter-Hürdenlauf gewann.